# Newag 39WE
Newag 39WE (seria EN100) – normalnotorowy elektryczny zespół trakcyjny wyprodukowany w latach 2014–2016 przez zakłady Newag z Nowego Sącza w 6 egzemplarzach dla Warszawskiej Kolei Dojazdowej.
Kontrakt na dostawę pojazdów został zawarty w sierpniu 2014. W lutym 2016 producent ukończył pierwszy skład oraz rozpoczęto jego homologację. 28 maja 2016 wszedł on do eksploatacji, a dzień później do ruchu wprowadzono kolejne dwie jednostki. Ostatnia zamówiona sztuka zaczęła wozić pasażerów 24 sierpnia 2016.

## Historia

### Geneza
W 2004 ówczesne Zakłady Naprawcze Taboru Kolejowego z Nowego Sącza we współpracy z przedsiębiorstwem Energocontrol z Krakowa zaprojektowały pierwszy EZT własnej konstrukcji – 14WE. Rok później zakłady te, już jako Newag, rozpoczęły jego produkcję, do której wykorzystano wybrane części ze skasowanych jednostek serii EN57. W 2007 we współpracy z tym samym przedsiębiorstwem zaprojektowano już całkowicie nowy skład – wysokopodłogowy 19WE.
W kolejnych przetargach m.in. dla SKM Warszawa pojawił się wymóg niskopodłogowości dyskwalifikujący 19WE i konstrukcje zbliżone, co skłoniło Newag do zaprojektowania pierwszych niskopodłogowych EZT – Impulsów. W czerwcu 2012 dostarczono pierwszego impulsa dla SKM.
W ogłoszonym 29 listopada 2013 przez WKD przetargu na dostawę 6 EZT wraz ze świadczeniem usług utrzymaniowych w 6-miesięcznym okresie gwarancji i przeszkoleniem pracowników w zakresie obsługi i napraw, ze względu na wymagane dostosowanie taboru do zbyt małych promieni łuków (wymagano dostosowania do łuków o promieniu 22 m), Newag nie mógł zaproponować pociągów z rodziny Impuls, dlatego zaoferował kolejną nową konstrukcję. Do 25 lutego 2014 w postępowaniu, prócz Newagu, wystartowała również Pesa Bydgoszcz. Ze względu na dużą różnicę w cenie między producentami konieczne były wyjaśnienia ze strony oferentów, co wydłużyło procedurę. 23 maja przewoźnik za korzystniejszą uznał ofertę Newagu, po czym Pesa złożyła odwołanie od tej decyzji. Ostatecznie 18 czerwca Krajowa Izba Odwoławcza oddaliła to odwołanie i wówczas możliwe stało się zamówienie taboru z Newagu.

### Realizacja zamówienia

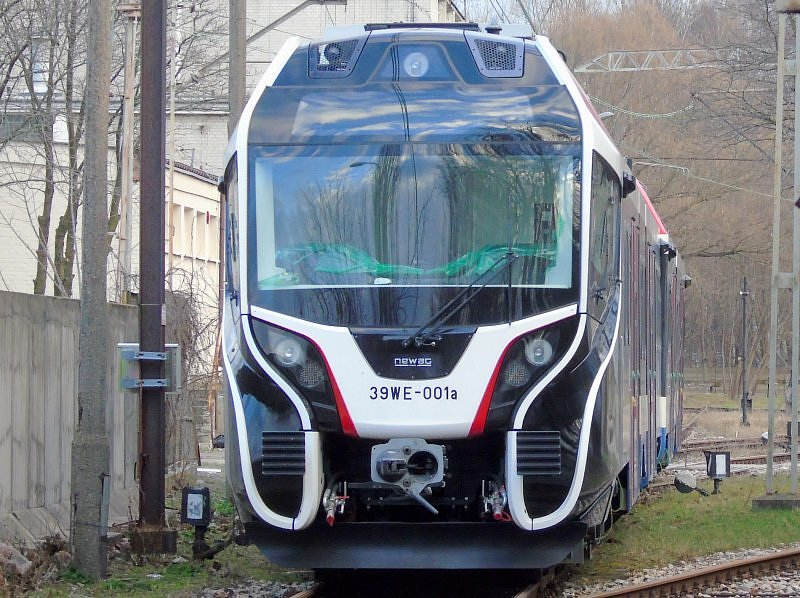
39WE-001 na terenie Instytutu Kolejnictwa w Warszawie

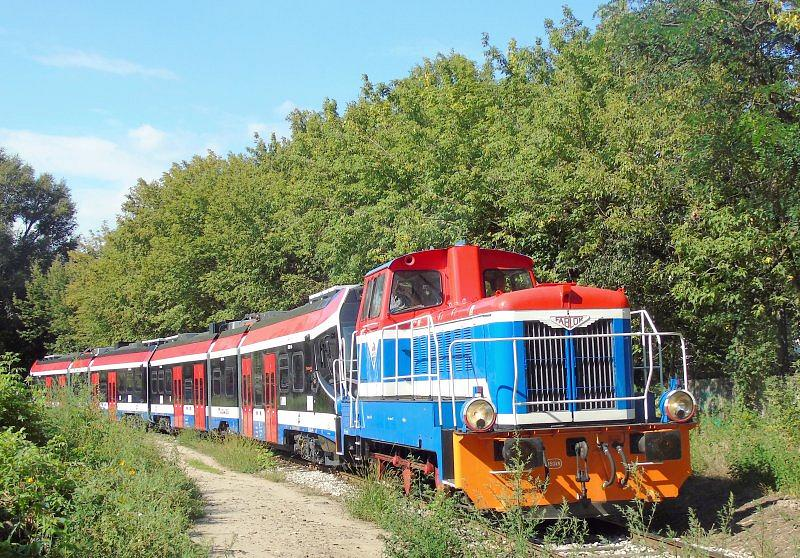
Dostawa EN100-06 do Grodziska Mazowieckiego

26 sierpnia 2014 WKD podpisała z Newagiem umowę na dostawę 6 nowych pojazdów. Wówczas pierwsza jednostka miała zostać dostarczona do 26 lutego 2016, a ostatnia do 22 sierpnia 2016. Zakup ten został częściowo sfinansowany ze środków Szwajcarsko-Polskiego Programu Współpracy.
W projektowaniu pojazdu typu 39WE wzięło udział kilkadziesiąt osób. Koncepcja tego składu powstała we współpracy z EC Engineering i w kwietniu 2015 zaprezentowano pierwsze wizualizacje jednostki. Według producenta wygląd pojazdu, w którym zastosowano dużą szybę czołową i masywne osłony absorberów energii zderzenia, miał nawiązywać do architektury nowoczesnego miasta. Wygląd ten wywołał skrajne emocje wśród przyszłych pasażerów, którzy zaczęli nazywać ten pociąg Terminatorem, Predatorem i Lordem Vaderem. W związku z opiniami na temat składu przewoźnik rozważał modyfikację wyglądu czoła pojazdu i ostatecznie zdecydowano się na korekty w estetyce czoła, które wiązały się ze zmianą procesu technologicznego i przesunięciem terminów dostaw. 27 lipca 2015 podpisany został aneks do umowy na dostawę składów, na mocy którego pierwszy pojazd miał zostać dostarczony do 22 kwietnia 2016, drugi i trzeci do 15 maja, czwarty do 22 lipca, a dwa ostatnie do 22 sierpnia. Pod koniec lipca również zaprezentowano zmienioną stylistykę jednostki. Modyfikacji uległy zderzaki, które zdecydowano się odsłonić bardziej niż było to w pierwotnej koncepcji.
W lutym 2016 ukończony został pierwszy skład i 24 lutego przetransportowano go do Żmigrodu, gdzie rozpoczęto testy i badania mające na celu uzyskanie świadectwa dopuszczenia do eksploatacji. Określono wówczas, że testy te potrwają do II połowy marca. Następnie pojazd był testowany także na tzw. Pętli Grybowskiej w okolicach Nowego Sącza, a 18 marca jednostka o własnych siłach przyjechała do Instytutu Kolejnictwa w Warszawie, gdzie przeprowadzano kolejne badania przed dopuszczeniem do ruchu. W nocy z 31 marca na 1 kwietnia skład został przetransportowany na teren WKD w Grodzisku Mazowieckim w celu przeprowadzenia testów skrajni. Po sprawdzeniu jak pojazd zachowuje się na łukach i torach postojowych na terenie siedziby WKD pociąg tego samego dnia wrócił do Nowego Sącza. 25 kwietnia jednostka odbyła na trasie Pruszków – Koluszki i z powrotem jazdę testową, podczas której przeprowadzono m.in. badanie drogi hamowania. Następnego dnia pojazd ponownie trafił do Grodziska, gdzie oczekiwał na możliwość wykonania na linii WKD pod napięciem 3000 V DC prób, w trakcie których mogłyby zostać sprawdzone inne parametry, w tym pomiar zużycia energii. 29 kwietnia Urząd Transportu Kolejowego wydał bezterminowe zezwolenie na dopuszczenie do eksploatacji dla pierwszego pojazdu typu 39WE i tego samego dnia został on odebrany przez WKD, natomiast w nocy z 30 kwietnia na 1 maja jednostka 39WE-001 została sprawdzona pod napięciem 3000 V DC na terenie lokomotywowni przewoźnika. 10 maja UTK dopuścił do ruchu składy o numerach 002 i 003, a w połowie maja, zgodnie z założonym harmonogramem dostaw, dotarły one do Grodziska. Na początku czerwca producent poinformował, że istnieje możliwość zakończenia kontraktu w lipcu, miesiąc przed obowiązującym terminem. W nocy z 30 czerwca na 1 lipca dostarczono czwarty pojazd, z 4 na 5 sierpnia piąty, a z 19 na 20 sierpnia ostatni, szósty egzemplarz.

## Konstrukcja

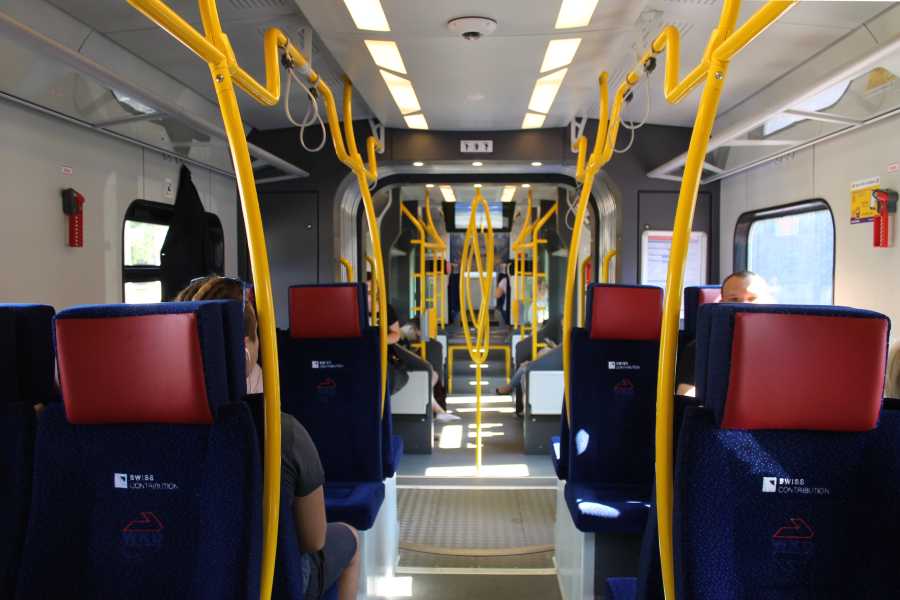
Wnętrze zespołu

Każdy pojazd jest zestawiony z dwóch trójczłonowych części, które są oparte na trzech wózkach. W pierwszym i trzecim członie każdej z części znajdują się po dwie pary drzwi wejściowych.
Zespół może pomieścić łącznie 505 pasażerów, w tym 164 na miejscach siedzących, z których 32 to siedzenia uchylne, a część ułożona jest równolegle do ścian bocznych. W przestrzeni pasażerskiej znajdują się 4 miejsca dla wózków, 8 dla rowerów, klimatyzacja z układem okien umożliwiającym przewietrzenie pojazdu, monitoring wewnętrzny, system zliczania pasażerów, tablice informacyjne LED i LCD oraz biletomaty. Przy miejscach dla wózków dodatkowo zainstalowano rampy umożliwiające ich wjazd do pociągu. W kabinie maszynisty zamontowano pulpit rozbudowany dookoła fotela, co umożliwia obserwację obiektów znajdujących się blisko czoła pojazdu.
Pojazdy w 70% składają się z części produkcji polskiej – napęd i falowniki zostały wyprodukowane w Warszawie, a pozostałe elementy w Nowym Sączu. Składy mają elektroniczną wersję Dokumentacji Systemu Utrzymania oraz są wyposażone w monitoring zewnętrzny z rejestratorem zdarzeń.

## Eksploatacja
| Państwo | Przewoźnik | Liczba sztuk | Oznaczenie | Dostawa                  | Początek eksploatacji |               |
| ------- | ---------- | ------------ | ---------- | ------------------------ | --------------------- | ------------- |
| Polska  | WKD        | 6            | EN100-01   | 31 marca/1 kwietnia 2016 | 28 maja 2016          | [ 23 ] [ 37 ] |
| Polska  | WKD        | 6            | EN100-02   | 14/15 maja 2016          | 29 maja 2016          | [ 29 ] [ 37 ] |
| Polska  | WKD        | 6            | EN100-03   | 14/15 maja 2016          | 29 maja 2016          | [ 29 ] [ 37 ] |
| Polska  | WKD        | 6            | EN100-04   | 30 czerwca/1 lipca 2016  | 7 lipca 2016          | [ 31 ] [ 38 ] |
| Polska  | WKD        | 6            | EN100-05   | 4/5 sierpnia 2016        | 9 sierpnia 2016       | [ 32 ] [ 39 ] |
| Polska  | WKD        | 6            | EN100-06   | 19/20 sierpnia 2016      | 24 sierpnia 2016      | [ 33 ] [ 40 ] |

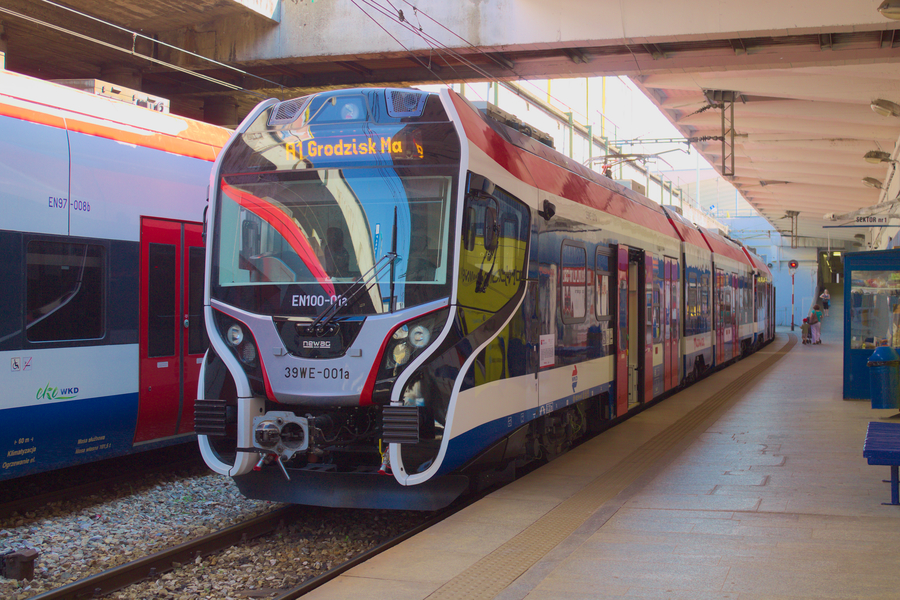
Zespół EN100-01 na stacji Warszawa Śródmieście WKD

W dniu zawarcia umowy na dostawę nowych pociągów WKD uruchamiała 11 obiegów. Dzięki jednostkom z Newagu ma być możliwe zwiększenie liczby obiegów do co najmniej 14, co ma pozwolić zwiększyć częstotliwość kursowania pociągów do 5 minut w szczycie na odcinku Warszawa Zachodnia – Pruszków.
1 marca 2016 przewoźnik poinformował, że zmiana napięcia w sieci WKD z 600 do 3000 V DC, a wraz z nią wprowadzenie pierwszego składu 39WE do eksploatacji, będzie miała miejsce na początku maja. 19 kwietnia natomiast zmiana napięcia i włączenie do ruchu nowych jednostek zostały przeniesione na 28 maja. Tego dnia o godz. 5:03 jazdy z pasażerami rozpoczął skład EN100-01, którego pierwszym kursem był pociąg numer 2202 z Grodziska Mazowieckiego do Podkowy Leśnej. Następnego dnia do eksploatacji włączono również jednostki o numerach 02 i 03. W pierwszych dniach użytkowania pojazdów tej serii nie zanotowano poważnych problemów z nimi związanych. Jedynymi usterkami były nieprawidłowości w funkcjonowaniu systemu informacji pasażerskiej. 3 czerwca odbyła się uroczysta prezentacja pierwszego pojazdu połączona z przejazdem promocyjnym z Warszawy do Grodziska. 7 lipca kursy z pasażerami rozpoczął pojazd EN100-04, 9 sierpnia EN100-05, a 24 sierpnia EN100-06.

## Inne informacje
W 2016 elektryczny zespół trakcyjny typu 39WE został zgłoszony do organizowanego przez Instytut Wzornictwa Przemysłowego konkursu Dobry Wzór w kategorii Transport i komunikacja, ale nie zakwalifikował się do finału.